# Bermudai labdarúgó-válogatott
A bermudai labdarúgó-válogatott Bermuda nemzeti csapata, amelyet a bermudai labdarúgó-szövetség (angolul: Bermuda Football Association) irányít.

## Története
A CONCACAF-zóna úgynevezett „kiscsapatai” közül a bermudai labdarúgás büszkélkedhet az egyik legrégibb történelemmel. A csapat még nem jutott ki sem a labdarúgó-világbajnokságra, sem pedig a CONCACAF-aranykupára. 1964. augusztus 10-én, Izlandon játszották első hivatalos labdarúgó-mérkőzésüket az észak-európai nemzeti tizenegy ellen. A bemutatkozó találkozó végig izgalmas és lendületes játékot hozott és 4–3-as hazai sikerrel zárult. A következő három év csendjét egy hatalmas bravúr törte meg: Bermuda a hazai 1-1-es döntetlent követően idegenben győzte le az Egyesült Államokat 1–0-s arányban az 1968. évi nyári olimpiai játékok előselejtezőjén. A meglepő siker lendülete az 1967-es pánamerikai játékokon egészen a döntőig repítette a bermudaiakat, ahol csak a 0–0-s végeredményt követő hosszabbításban maradtak alul Mexikóval szemben. A már-már álomszerű folytatásban a guatemalai olimpiai-selejtezőn elért döntetlen az ötkarikás játékok küszöbére állította a válogatottat, amely a nagy lehetőség kapujában megtorpant és a hazai pályán rendezett visszavágón 2–1-es vereséget szenvedett, lezárva a bermudai labdarúgás mindmáig legsikeresebb évét.
Világbajnoki-selejtezőn 1968. október 10-én mutatkoztak be Kanada ellenében egy 4–0-ra elvesztett találkozón. A kvalifikáció sikertelensége (3 vereség és egy döntetlen) nagymértékben befolyásolta azt, hogy a válogatott 1968 után legközelebb 1992-ben lépett pályára hasonló megmérettetésen.
Az 1974-es közép-amerikai és karibi játékokon a válogatott bronzérme nem várt sikernek számított. A Ralph Bean–vezette nemzeti tizenegy ugyan 2–0-ra elvesztette a Kuba elleni elődöntőt, azonban világméretű meglepetést okozva a bronzmérkőzésen - köszönhetően Bean emberfeletti produkciójának - legyőzték Góliátot, a Mexikói labdarúgó-válogatottat.
Négy év mérkőzéscsendjét - köszönhetően a korábbi jó szereplésnek - az 1978-as közép-amerikai és karibi játékokon kívánták újabb éremszerzéssel megtörni, és az akkor már bermudai legendának számító Ralph Beannek köszönhetően az elődöntőig meneteltek, ahol csak tizenegyesekkel maradtak alul Venezuela labdarúgó-válogatottjával szemben. A bronzmérkőzésen Bermuda történelme során már másodszor lett a játékok bronzérmese.

## Korábbi mérkőzések 2008-ban
| Időpont           | Helyszín      | Ellenfél               | Eredmény | Kiírás       |
| ----------------- | ------------- | ---------------------- | -------- | ------------ |
| 2008. január 16.  | Hamilton      | Puerto Rico (o)        | 0 – 2    | Barátságos   |
| 2008. január 18.  | Hamilton      | Puerto Rico (o)        | 0 – 1    | Barátságos   |
| 2008. február 3.  | Hamilton      | Kajmán-szigetek (o)    | 1 – 1    | Vb-selejtező |
| 2008. március 30. | George Town   | Kajmán-szigetek (i)    | 3 – 1    | Vb-selejtező |
| 2008. június 6.   | Hamilton      | Barbados (o)           | 2 – 1    | Barátságos   |
| 2008. június 9.   | Hamilton      | Barbados (o)           | 3 – 0    | Barátságos   |
| 2008. június 15.  | Port of Spain | Trinidad és Tobago (i) | 2 – 1    | Vb-selejtező |

## Következő mérkőzések
| Időpont          | Helyszín | Ellenfél               | Kiírás       |
| ---------------- | -------- | ---------------------- | ------------ |
| 2008. június 22. | Hamilton | Trinidad és Tobago (o) | Vb-selejtező |

## Nemzetközi eredmények
Pánamerikai játékok
- Ezüstérmes: (1967)

Közép-amerikai és karibi játékok
- Bronzérmes: (1974, 1978)

## Világbajnoki szereplés
- 1930 - 1966: Nem indult.
- 1970: Nem jutott be.
- 1974 - 1990: Nem indult.
- 1994: Nem jutott be.
- 1998: Visszalépett.
- 2002: Nem jutott be.
- 2006: Nem jutott be.
- 2010: Nem jutott be.
- 2014: Nem jutott be.
- 2018: Nem jutott be.

## CONCACAF-aranykupa-szereplés
- 1991 - 1996: Nem indult.
- 1998: Nem jutott be.
- 2000: Nem jutott be.
- 2002: Visszalépett.
- 2003: Nem indult.
- 2005: Nem jutott be.
- 2007: Nem jutott be.

## Szigetjátékok-szereplés
- 1989 - 2005: Nem indult.
- 2007: 4. hely
- 2009: Nem indult.
- 2011: Nem indult.
- 2013: 1. hely
- 2015: Nem indult.

## Játékosok

### Jelenlegi keret
A 2010-es labdarúgó-világbajnokság Kajmán-szigetek elleni selejtező mérkőzésének kerete. (2008. március 30.)
| Szám | Poszt | Név                     | Születési dátum (Kor) | Vál. | Klub                   |
| ---- | ----- | ----------------------- | --------------------- | ---- | ---------------------- |
| 1    | K     | Timothy Figureido       | 1973. január 9.       |      | Bermuda Hogges         |
| 2    | V     | Darius Cox              | 1983. március 16.     |      | Bermuda Hogges         |
| 3    | V     | Kevin Richards          | 1981. december 23.    |      | Bermuda Hogges         |
| 4    | V     | Marquel Waldron         | 1988. február 1.      |      | Saltus Grammar School  |
| 5    | KP    | Michael Parsons         | 1979. augusztus 6.    |      | Bermuda Hogges         |
| 6    | KP    | Reginald Thompson-Lambe |                       |      | Ipswich Town           |
| 7    | KP    | Damon Ming              | 1978. október 24.     |      | Bermuda Hogges         |
| 8    | V     | Omar Shakir             |                       |      | Bermuda Hogges         |
| 9    | CS    | Stephen Astwood         | 1981. szeptember 2.   |      | Bermuda Hogges         |
| 10   | KP    | Keishen Bean            | 1987. március 17.     |      | Lynn University        |
| 11   | CS    | Domico Coddington       | 1984. május 24.       |      | Bermuda Hogges         |
| 12   | KP    | Tyrrell Burgess         | 1990. április 1.      |      | Lynn University        |
| 13   | K     | Nigel Burgess           | 1980. november 17.    |      | Bermuda Hogges         |
| 14   | CS    | Khano Smith             | 1982. január 10.      |      | New England Revolution |
| 15   | KP    | Devaun DeGraff          | 1980. december 25.    |      | Bermuda Hogges         |
| 16   | V     | Seion Darrell           | 1986. január 16.      |      | Bermuda Hogges         |
| 17   | KP    | Kwame Steede            | 1980. július 4.       |      | Bermuda Hogges         |
| 18   | CS    | John Barry Nusum        | 1981. március 18.     |      | Philadelphia KiXX      |

### 2008-ban a keretbe hívott játékosok
| Szám | Poszt | Név          | Születési dátum (Kor) | Vál. | Klub                   |
| ---- | ----- | ------------ | --------------------- | ---- | ---------------------- |
| 5    | KP    | Jason Davis  |                       |      | Cape Breton University |
| 13   | K     | Dwayne Adams | 1972. június 24.      |      | Devonshire Cougars     |
| 14   | CS    | Aljame Zuill |                       |      | Devonshire Cougars     |
| 16   | V     | Antonio Lowe |                       |      | Cape Breton University |

### Híresebb játékosok
- Clyde Best, a West Ham United egykori csatára.
- Shaun Goater, bermudai csatár, akit leginkább a Manchester Cityben töltött évei alatt ismerhettünk meg.
- John Barry Nusum, akit a jelenkor bermudai labdarúgásának legjobb játékosaként említenek.